# Tengku Muhammad Faiz Petra
Tengku Muhammad Faiz Petra ibni Sultan Ismail Petra (Kelantan, 20 de janeiro de 1974) é o atual Tengku Mahkota (príncipe herdeiro) de Kelantan. 

## Biografia
Tengku Muhammad Faiz é o segundo dos quatro filhos do ex-sultão Ismail Petra de Kelatan e de sua primeira esposa, Raja Perempuan Tengku Anis. 
Seu irmão mais velho, Muhammad Faris Petra, é o atual Sultão de Kelantan e ele tem ainda um irmão e uma irmã mais jovens. 

## Educação
É bacharel em História Antiga pela London School of Economics and Political Science, tendo também um doutorado em História pela University College London.

## Casamento e filhos
É casado desde abril de 2019 com Louise Johansson, nascida na Suécia e nomeada Yang Berbahagia Cik Puan Sofie Louise Johansson após o casamento.

## Príncipe herdeiro
Muhammad Faiz foi nomeado Tengku Mahkota (príncipe herdeiro) de Kelantan em outubro 2010.